# Bundesliga 2015/16 (vrouwen)
De Bundesliga 2015/16 (vrouwen) was het 26ste seizoen van de Duitse Bundesliga. Het begon op 28 augustus 2015 en eindigde op 16 mei 2016. FC Bayern München trad aan als  titelverdediger en wist de titel te prolongeren onder leiding van trainer-coach Thomas Wörle. Topscorer werd Mandy Islacker van 1. FFC Frankfurt met 17 treffers, drie meer dan de nummer twee, de Nederlandse Vivianne Miedema van landskampioen FC Bayern München.

## Eindstand
| №  | Club                   | WG | W  | G | V  | DV | DT | +/– | Punten |
| -- | ---------------------- | -- | -- | - | -- | -- | -- | --- | ------ |
|    | FC Bayern München      | 22 | 18 | 3 | 1  | 47 | 8  | +39 | 57     |
| 2  | VfL Wolfsburg          | 22 | 15 | 2 | 5  | 56 | 22 | +34 | 47     |
| 3  | 1. FFC Frankfurt       | 22 | 15 | 1 | 6  | 49 | 25 | +24 | 46     |
| 4  | SC Freiburg            | 22 | 9  | 5 | 8  | 38 | 24 | +14 | 32     |
| 5  | SGS Essen              | 22 | 10 | 2 | 10 | 39 | 37 | +2  | 32     |
| 6  | FF USV Jena            | 22 | 9  | 4 | 9  | 30 | 45 | –15 | 31     |
| 7  | 1. FFC Turbine Potsdam | 22 | 9  | 3 | 10 | 42 | 28 | +14 | 30     |
| 8  | TSG 1899 Hoffenheim    | 22 | 8  | 4 | 10 | 33 | 33 | 0   | 28     |
| 9  | SC Sand                | 22 | 8  | 4 | 10 | 29 | 30 | –1  | 28     |
| 10 | Bayer 04 Leverkusen    | 22 | 6  | 3 | 13 | 21 | 56 | –35 | 21     |
| 11 | Werder Bremen          | 22 | 3  | 4 | 15 | 17 | 53 | –36 | 13     |
| 12 | 1. FC Köln             | 22 | 3  | 3 | 16 | 20 | 60 | –40 | 12     |

| Kleur | Navigatie                                                             |
| ----- | --------------------------------------------------------------------- |
|       | Landskampioen, hoofdtoernooi UEFA Women's Champions League 2016/17    |
|       | Hoofdtoernooi UEFA Women's Champions League 2016/17                   |
|       | Hoofdtoernooi UEFA Women's Champions League 2016/17 (als titelhouder) |
|       | Degradatie naar 2. Bundesliga (vrouwen)                               |

## Statistieken

### Topscorers
- In onderstaand overzicht zijn alleen de spelers opgenomen met tien of meer treffers achter hun naam.

| № | Naam              | Club             | Goals | Pen. | Duels | Gem. |
| - | ----------------- | ---------------- | ----- | ---- | ----- | ---- |
| 1 | Mandy Islacker    | 1. FFC Frankfurt | 17    | 1    |       |      |
| 2 | Vivianne Miedema  | Bayern München   | 14    | 0    |       |      |
| 3 | Svenja Huth       | Turbine Potsdam  | 12    | 0    |       |      |
| 4 | Charline Hartmann | SGS Essen        | 11    | 1    |       |      |
| 5 | Amber Hearn       | FF USV Jena      | 10    | 0    |       |      |

1990/91 · 
1991/92 · 
1992/93 · 
1993/94 · 
1994/95 · 
1995/96 · 
1996/97 · 
1997/98 · 
1998/99 · 
1999/00 · 
2000/01 · 
2001/02 · 
2002/03 · 
2003/04 · 
2004/05 · 
2005/06 · 
2006/07 · 
2007/08 · 
2008/09 · 
2009/10 · 
2010/11 · 
2011/12 · 
2012/13 · 
2013/14 · 
2014/15 · 
2015/16 · 
2016/17 · 
2017/18

Bundesliga · DFB-Pokal · UEFA Women's Champions League